# Вілла Емо
Вілла Емо (італ. Villa Emo) — заміське помешкання родини венеціанських нобілів Емо неподалік села Фанзоло, вибудоване за проєктом Андреа Палладіо в середині 16 ст.

## Родина Емо, кукурудза і Палладіо
Первісно земельна ділянка належала патріціанській родині Барбаріго. У Барбаріго землю придбав Леонардо ді Джованні Емо 1509 року.
Лише онуки Леонардо Емо розпочали облаштування земельної ділянки, де планувани створити заміський будинок і господарчі споруди для отримання прибутку від сільського господарства.
Вілли роботи Палладіо, як їх називали в Італії, мали власні особливості. Головний блок мав риси невеликого палацу, але без зайвих розкошів на фасадах. Приміщення могли роками стояти без декорування фресками чи ліпленого декору. Садок біля головного фасаду мав регулярне (геометричне) розпланування і невеликі розміри. Лише заможні родини дозволяли собі замовити і придбати садово-паркову скульптуру — у невеликій кількості. Крила заміського помешкання слугували господарськими приміщеннями і мали лише практичне, прагматичне призначення. Хоча Палладіо і наголошував, що господаські споруди не повинні бути надто близько від головного приміщення вілли. Це виконувалось лише в багатих віллах можновладців, де головне приміщення вілли імітувало суто палац і мало представницькі функції.
Вілла Емо до таких не належала. Родина заробляла не на вирощуванні традиційної культури (просо), а на вирощуванні нової для Італії — кукурудзи.

## Проєкт і історія
Проєкт замовили венеціанському архітекторові Андреа Палладіо. Останній на той період вже мав майже двадцятирічний досвід праці в місцевій архітектурі. Тому підійшов до створення проєкту з урахуванням попереднього практичного використання заміських помешкань та економії.
Центральний блок імітує малий палацик і вибудований на верхівці пагорба. Форми прості і геометрично ясні. Сходинок не було. До головного входу веде пандус, для створення котрого використали схил пагорба. Головний фасад вілли симетричний, прикрашений лише портиком на колонах і вікнами. Портик ненабагато виступає від лінії стін і утворює невеличку лоджию. Єдина декоративна деталь на фасаді — рельєф у полі трикутного фронтону. Портик вілли Емо має схожість з портиком вілли Бадоер, котру теж проєктував Палладіо.
Фасади бічних крил — довга і монотонна відкрита аркада спрощених форм. Візуально аркади закінчувались прямокутним вежами теж спрощених форм. Протилежний фасад від парадного взагалі справляє враження фабричної будівлі, відомої сучасним відвідувачам за прагматичними спорудами невеликих заводів чи фабрик 19 ст., настільки він спрощений.
Точної дати початку робіт невідомо. Початок будівництва умовно рахують то з 1555, то з 1558 року. Дату завершення робіт (1565 рік) на віллі Емо знайшли в свідоцтві про шлюб Леонардо ді Альвізе та Корнелії Грімані.

## Регулярний садок
Перед головним фасадом розпланований невеликий декоративний сад прямокутної форми. Сад облямовує невеликий кам'яний паркан, прикрашений одиничними скульптурами. Сучасний сад має прямокутні газони та поодинокі рослини на них без вистригання. На газонах протилежного фасаду влітку виставляють горшкову культуру.

## Фрески вілли Емо

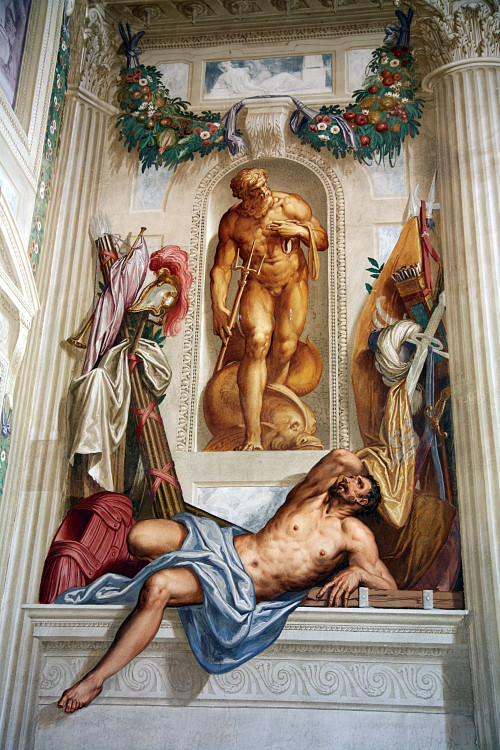
Джованні Баттіста Зелотті. Декоративна фреска вілли зі скульптурою Нептуна.

Внутрішні приміщення вілли прикрашені декоративними фресками, створити котрі замовили венеціанському художнику Джованні Баттіста Зелотті (тобто Баттіста Фарінаті 1526—1578). Дзелотті (Фарінаті) був під сильним впливом творів майстерні Паоло Веронезе. Веронезе запросив його до праці над декоруванням вілли Соранца неподалік Кастельфранко. Потім вони працювали разом над декором Зали дель Консіліо в Палаці Дожів, в Бібліотеці Марчіана та в палаці Тревізані на острові Мурано. Зелотті (Фарінаті) був майстерним декоратором, що засвоїв усі зовнішні ознаки художньої манери Паоло Веронезе без будь-яких психологічних характеристик. Звідси яскраві фарби, використання різних ракурсів, притаманне і манері Веронезе при перебільшеннях в масштабі і нагромадженні людських тіл. В спрощеній атмосфері інтер'єрів вілли декоративні фрески роботи Зелотті (Фарінаті) тим не менше справляють непогане враження.
Сюжети — розповсюджені алегорії («Алегорія скульптури», «Алегорія архітектури». «Алегорія поезії», «Алегорія музики»), пропаганда благодійних вчинків («Щедрість Сципіона Африканського», «Стриманість Сципіона Африканського») або чергові зображенні античних богів («Венера», «Нептун»).

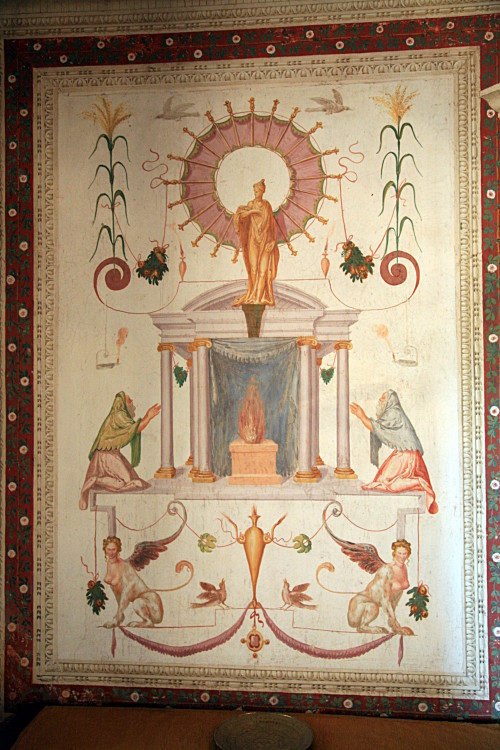
Вілла Емо, гротески
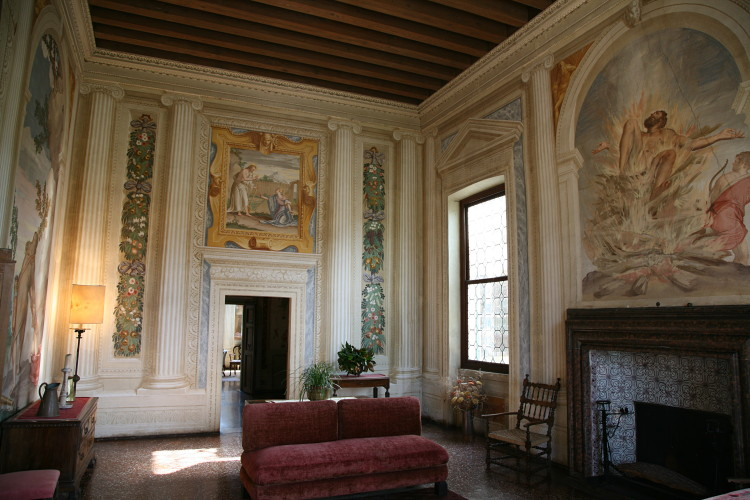
Вілла Емо, кімната Геркулеса
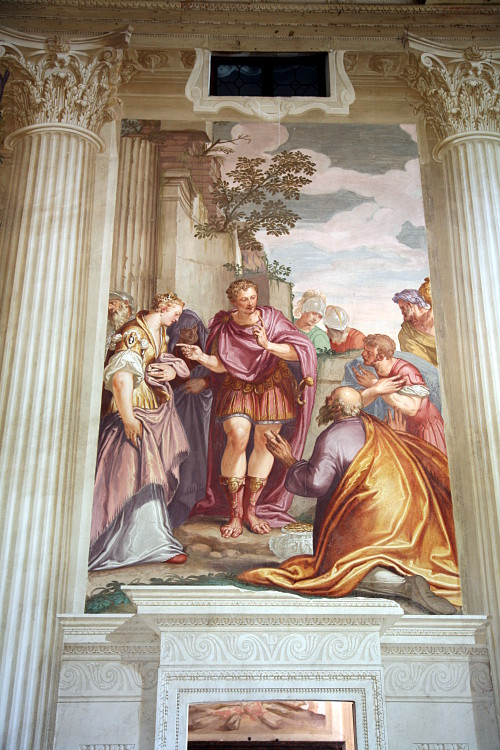
Вілла Емо, фреска в західному вестибюлі «Щедрість Сципіона Африканського»
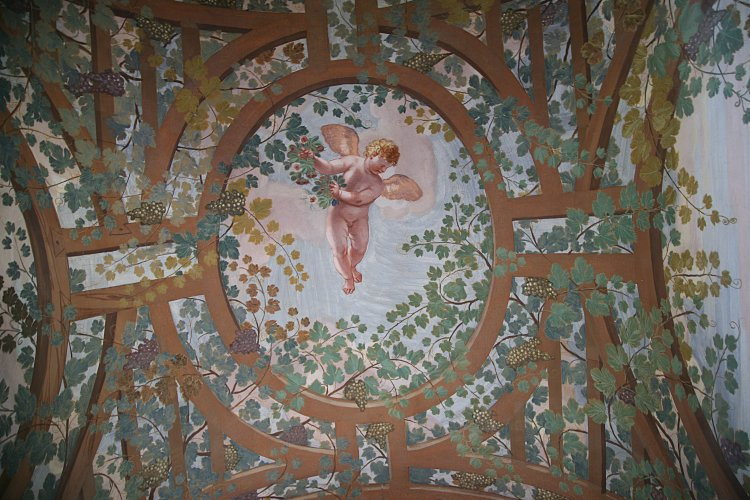
Вілла Емо, фреска на стелі з імітацією альтанки з виноградом
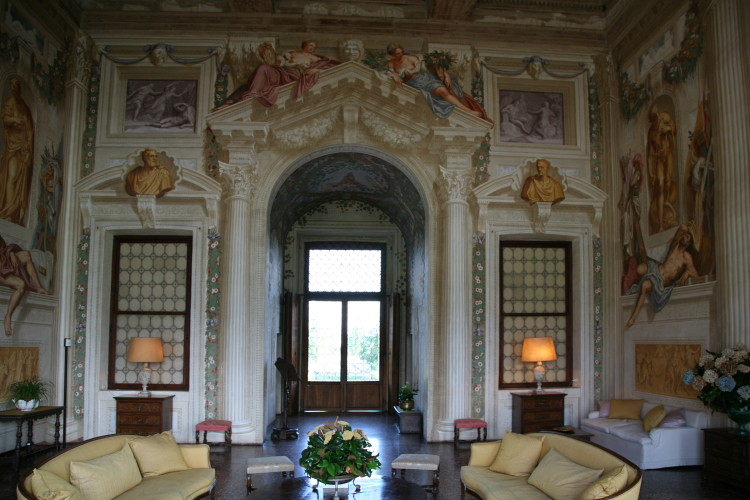
Зала з мальованою триумфальною аркою.
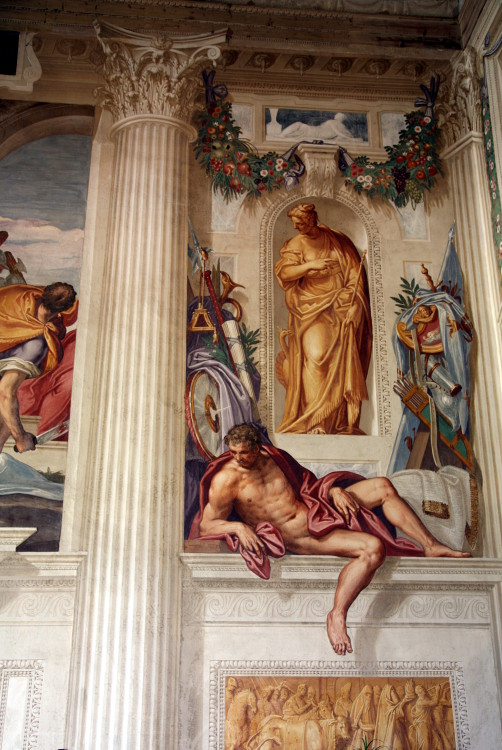
Кутова фреска зали з триумфальною аркою.
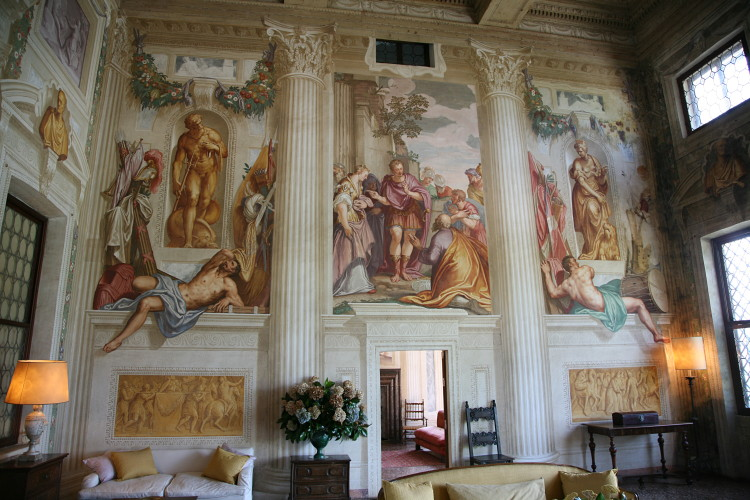
Декоративні фрески зали з триумфальною аркою.
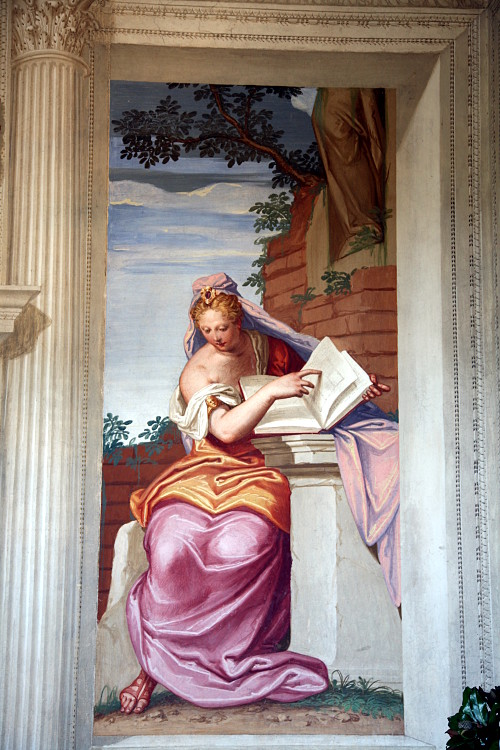
Фреска «Алегорія архітектури»

## Галерея

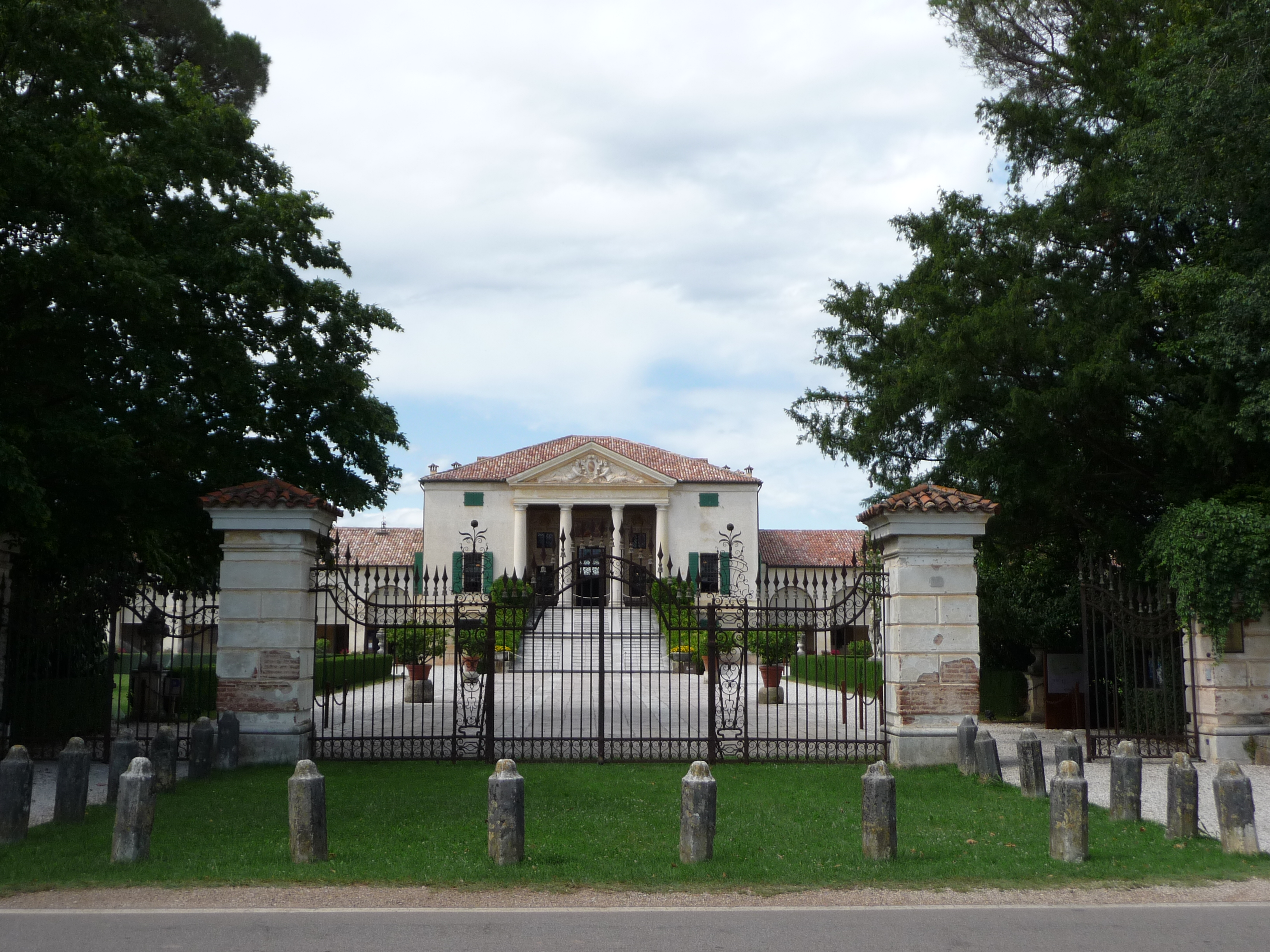
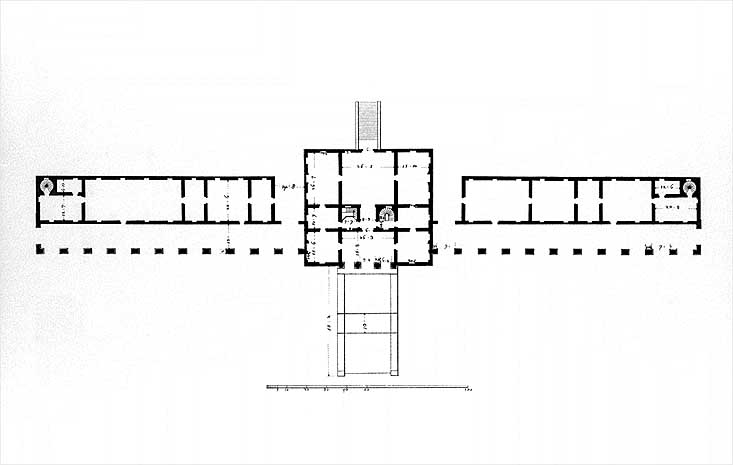
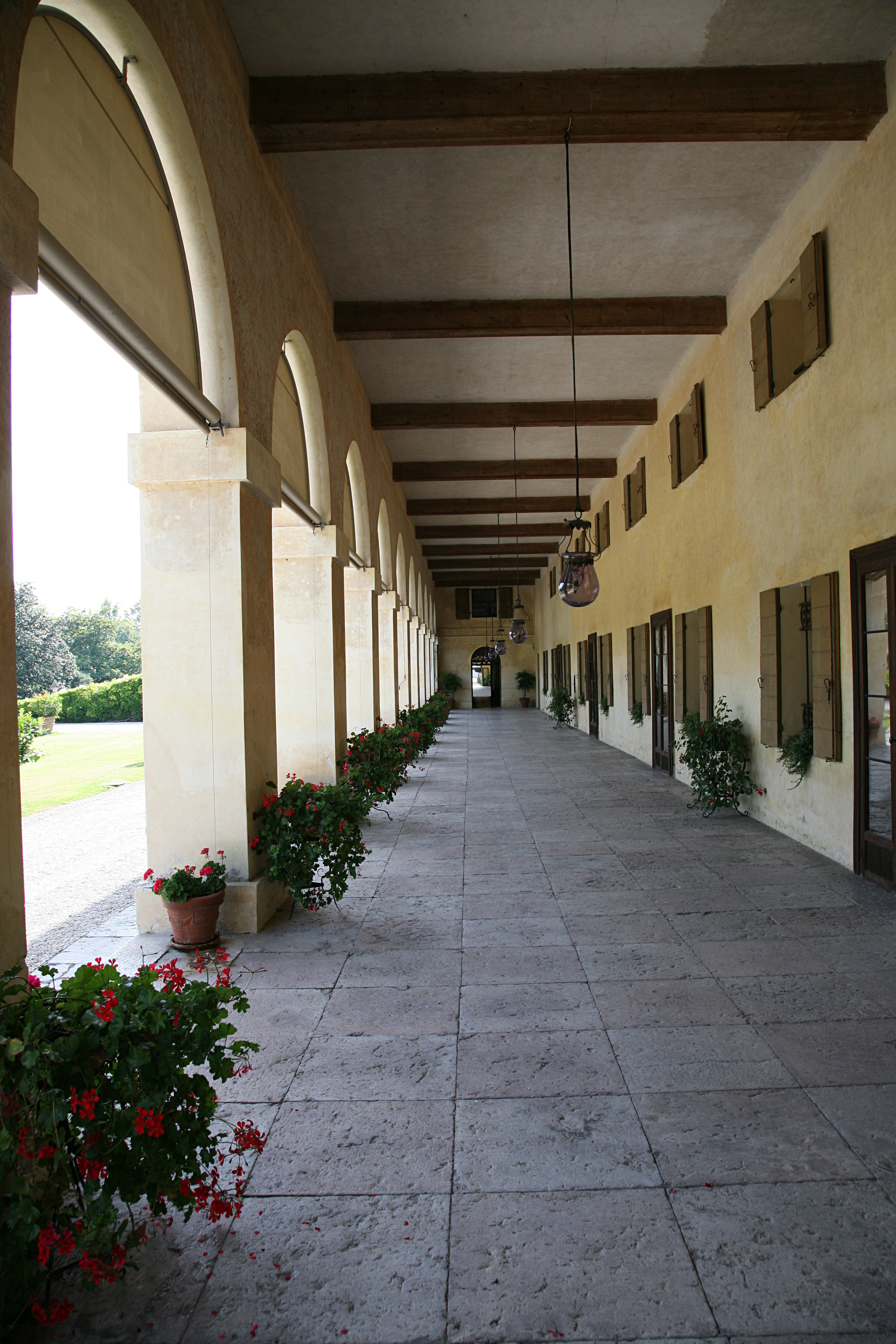
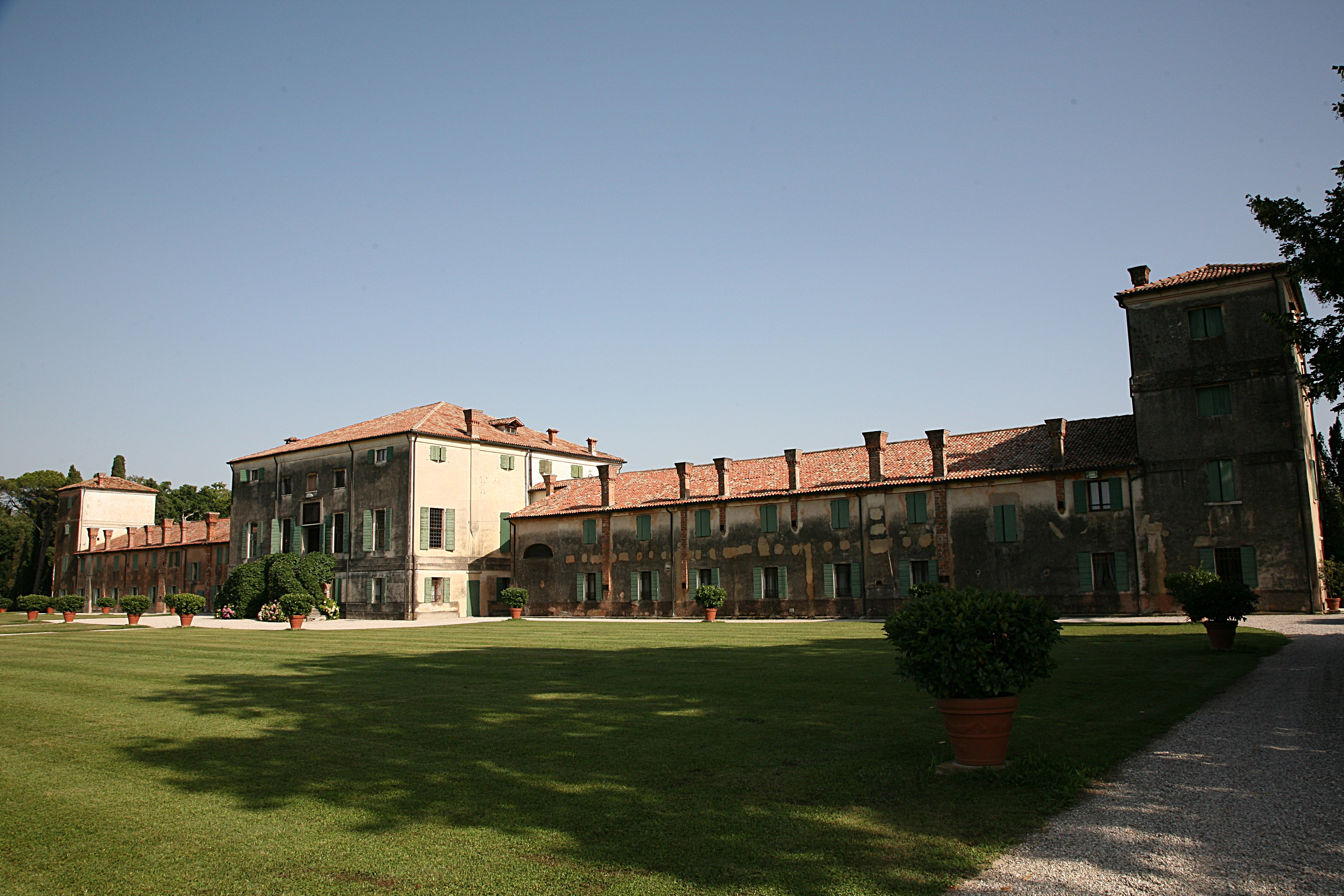